# خينيس غونزاليس غارسيا
خينيس غونزاليس غارسيا (31 أغسطس 1945 - 18 أكتوبر 2024) طبيب أرجنتيني شغل منصب وزير الصحة مرتين في عهد الرئاسات المتعاقبة لإدواردو دوهالدي ونيستور كيرشنير، من عام 2002 إلى عام 2007، وفي عهد الرئيس ألبرتو فرنانديز، من عام 2019 إلى عام 2021. كما عمل سفيرًا للأرجنتين في تشيلي من عام 2007 إلى عام 2015.

## حياته المهنية
ولد خينيس غونزاليس غارسيا في سان نيكولاس دي لوس أرويوس، مقاطعة بوينس آيرس في 31 أغسطس 1945. تخرج كجراح من الجامعة الوطنية في قرطبة عام 1968، وتخرج في الصحة العامة من جامعة بوينس آيرس، وحصل على شهادة أخصائي في الصحة العامة من المجلس الطبي في قرطبة، وتم الاعتراف به كطبيب صحي من قبل الأكاديمية الوطنية للطب في بوينس آيرس وحصل على درجة الماجستير في أنظمة الصحة والضمان الاجتماعي من الجامعة الوطنية في لومس دي زامورا.
بين عامي 1970 و1976، تم تعيين جينيس جونزاليس مندوبًا صحيًا في مقاطعات بوينس آيرس وسالتا ولا ريوخا وقرطبة وسان لويس. في عام 1976 اضطر جونزاليس جارسيا إلى الاستقالة من منصبه كمدير عام لنظام الصحة الوطني في سان لويس بعد نجاح الانقلاب العسكري، مما أجبره على النفي إلى إسبانيا بعد فترة وجيزة، حيث عاد في عام 1983 قبل فترة وجيزة من استعادة الديمقراطية في الانتخابات العامة الأرجنتينية عام 1983. مستشارًا للجنة الصحة العامة والمساعدة الاجتماعية بمجلس النواب بين عامي 1983 و1988.
كان وزيرًا للصحة في مقاطعة بوينس آيرس خلال حكومة البيروني أنطونيو كافييرو، بين عامي 1987 و1991. في عام 1991 أسس مؤسسة إيسالود وأول رئيس لها حتى عام 2002.